# Иран ер
Иран ер (перс. ایران ایر) је национална авио-компанија Ирана, са седиштем у Техерану. Компанија лети на 58 дестинација широм света. Карго авиони компаније лете на 20 редовних и 5 чартер дестинација. Главна база се налази на Аеродрому Имам Хомеини у Техерану.
Од марта 2007. године, власник Иран ера је влада Ирана. Компанија запошљава 7.500 радника.

## Историја
Група пословних људи је 1946. године основала прву националну авио-компанију Ирана по именом Иранијен ервејз. Авио-компанија је летела на домаћим и регионалним путничким и карго дестинацијама и једном недељно до Европе. Приликом оснивања, флота се састојала од Даглас  авиона, а касније су у флоту придодати авиони типа Даглас DC-4 и Вајкерс Висконт. Године 1954. основана је приватна иранска авио-компанија Персија ер сервисес (ПАС), која је од почетка само бавила карго летовима, али после је увела путничке летове између Техерана и највећих градова Ирана. Године 1960, ПАС је почео да лети за Европу, где су отворили линије до Брисела, Женева, Лондона и Париза, авионима Даглас DC-7C авионима изнајмљен од Сабена.
Дана 24. фебруара 1962. године Иранијен ервејз и ПАС су се ујединили у Иран нешенал ерлајнс корпорацију, познато као Иран ер. Флота се састојела од Авро Јорк, Даглас DC-3, Даглас DC-6 и Вајкерс Висконт авиона. Авио-компанија је постала члан ИАТА 1964. године.
Године 1965. године, Иран ер је увео прве млазне авионе типа Боинг 727-100, а касније Боинг 737-200 1971, Боинг 727-200 1974. и 3 варијанте Боинг 747 (747-100, -200 и СП) од 1975. године. До средине 1970-их, Иран ер је летео на неколико важних дестинације у Европи са директним и једним преседањем (на пример, било је 30 летове недељно само до Лондон).
Дана 8. октобра 1972. године, Иран ер је поручила две Конкорд суперсонични џетова са опцијом набављања још једног авиона. Отказили су поруџбину у априлу 1980. године након Исламске Револуције у Ирану, након чега је Иран ер отказао поруџбину.
Дана 29. маја 1975. године, линије Техеран-Њујорк била је отворена са Боинг 707 авионима, а после са Боинг 747 и 747СП авионима. У 1978. години, авио-компанија је добила шест Ербас А300Б4 авиона. До краја те године, Иран ер је летео до 31 међународни дестинацијама, од Њујорка до Пекинга и Токија. Планови су тада били да лете и до Лос Анђелеса и Сиднеја, за шта су 747СП авиони били идеални. Тиме би Техеран постао идеалан хуб између Истока и Запада.
До краја 1970, Иран ер је била авио-компанија која је имала највећи пораст на свету, и такође је била једина од најпрофитабилнијих авио-компанија. До 1976. године, Иран ер је била на другом месту на свету по безбедности (Квантас је био први).
Након Исламска Револуција у Ирану, Иран ер је почео да мења политику од 26. фебруару 1979. године, када су напустили неколико међународних дестинација. Техеран је био једини званични улаз у Ирану. Сви остали аеродроми у Ирану су изгубили свој међународни статус, осим Шираз, који је био алтернативни аеродром.
Задња лет из Њујорка је полетео 7. новембра 1979. године. Задња редовни лет из Техеран за Њујорк полетео је 8. новембра 1979. али није могао да слети у Њујорку због блокаде Ирана тако да је слетео у Монтреалу.
Године 1981, званично име авио-компаније се мења у Авио-компанија Исламске Републике Иран. У тој година авио-компанија је превезла 1,7 милиона путника. Године 1990, први авион типа Фокер 100 (од 6) је стигао у флоти. У 2001. године, влада САД је блокирала куповину нових Ербас А330 авона, и због тога је Иран ер купила старе Ербас А310 авионима (пет -200 и један -300 серије). У 2005. године, Иран ер је купио авионе Ербас А300-600 од Олимпик ерлајнс. Након затегнутих односа између владе САД и Ирана око нуклеарног програма у Ирану, влада САД је поново, уз помоћ ЕУ, блокирала да Боинг продаје резервни деле Иран еру.

## Флота
Просечна старост летелица у флоти компаније је 23 године. Флота Иран ера састоји од следећих ваздухоплова (март 2015):
| Ваздухоплов       | У флоти | Поручених | Седишта      | Напомена |
| ----------------- | ------- | --------- | ------------ | -------- |
| Боинг 747-200     | 3       | —         | 449 (22/427) |          |
| Боинг 747-СП      | 1       | —         | 305 (22/283) |          |
| Ербас А300Б2      | 3       | —         | 254 (18/236) |          |
| Ербас А300Б4      | 4       | —         | 254 (18/236) |          |
| Ербас А300-600Р   | 4       | —         | 261 (22/239) |          |
| Ербас А310-300    | 2       | —         | 212 (14/198) |          |
| Ербас А320-200    | 6       | 21        | 156 (12/144) | [ 5 ]    |
| Ербас А320neo     | —       | 24        | —            | [ 5 ]    |
| Ербас A330        | —       | 27        | —            | [ 5 ]    |
| Ербас А330-900neo | —       | 18        | —            | [ 5 ]    |
| Ербас А350-1000   | —       | 16        | —            | [ 5 ]    |
| Ербас A380        | —       | 12        | —            | [ 5 ]    |
| Фокер 100         | 16      | —         | 104 (–/104)  |          |
| Боинг 747-200Ф    | 1       | —         | —            | Карго    |
| Ербас А300Б4-200Ф | 1       | —         | —            | Карго    |
| Укупно            | 43      | 118       |              |          |

## Занимљивости
- Иран ер уопште не служи алкохолне пиће.
- На сваком међународном лету постоје места за молитву.
- Иран ер, са Сауди Арабијан ерлајнс, су једине авио-компаније на свету које користе Боинг 747-100Б авионе.